# 受身 (性風俗)
受身（うけみ）とは性行為において相手に身体を愛撫される側のこと。

## 概説
パートナーに愛撫をして貰うことで性的快感を得る性行為。受け身を取る側は、自分の性感帯に誘導して快楽を得ることができ、また全力で感じることでパートナーにも性的興奮・満足感を与えることが出来る。

## 性風俗店の受身
風俗嬢の身体に客が愛撫をすることで、性的興奮を高めたり自己顕示欲を満たしたり出来るサービス。
客は風俗嬢の身体を抱きしめてハグやキスをしたり、また手淫やクンニをしたり、生身の女性に触れられるので恋人と過ごしているかのような疑似体験を得られる。
風俗嬢は受け身を取る間は、喘ぎ声を出して感じている素振りを見せたり、客に満足感を与える為にオルガズムに達する場合もある。
受身とは逆に、客にフェラチオや全身リップなどの性技を繰り出してサービスする事を「攻め」と呼ぶ。